# Hanoch Teller
Pour les articles homonymes, voir Teller.
Hanoch Teller (28 avril 1956, Vienne, Autriche-) est un rabbin orthodoxe américain vivant en Israël, auteur de plus de 25 livres et un conférencier international.

## Éléments biographiques
Hanoch Teller est né à Vienne, en Autriche, le 28 avril 1956. Il passe sa jeunesse à Stamford, dans le Connecticut. Il étudie à l'Université Yeshiva de New York, puis à la Yeshivah de Mir à Jérusalem, en Israël. Le premier rabbin chargé du Kotel, le rabbin Meir Yehuda Getz, l'ordonne comme rabbin.
Hanoch Teller, et son épouse Aidel, ont dix-huit enfants, et habitent à Jérusalem.

## Œuvres de Hanoch Teller
- Once Upon A Soul: Stories of Striving and Yearning. NYC Publishing. 1984.
- Soul Survivors. NYC Publishing. 1985.
- Souled!. NYC Publishing. 1986.
- The Story of the Steipler Gaon: The Life and Times of Rabbi Yaakov Yisrael Kanievsky. ArtScroll. 1986.
- Sunset: Stories of Our Contemporary Torah Luminaries and Their Spiritual Heroism. NYC Publishing. 1987.
- Courtrooms of the Mind: Stories and Advice on Judging Others Favorably. NYC Publishing. 1988.
- Pichifkes: Stories Heard on the Road and By the Way. NYC Publishing. 1989.
- The Bostoner:Stories and Recollections from the Colorful Chassidic court of the Bostoner Rebbe, Rabbi Levi I. Horowitz. Feldheim. 1990.
- Bridges of Steel, Ladders of Gold: Joseph Tannenbaum, Builder of Bridges to Torah. NYC Publishing, 1990.
- Hey Taxi!: Tales Told in Taxis and Recounted byu Cabbies. NYC Publishing. 1990.
- It's a Small World After All: The Amazing Impact of a Kind Gesture or a Thoughful Remark on Human Lives and Events. NYC Publishing. 1990.
- Welcome to the Real World. NYC Publishing. 1990.
- Best of Storylines. NYC publishing. 1991.
- Give Peace a Stance: Stories and Advice on Promoting and Maintyaining Peace. 1992.
- A Matter of Principal: A Tribute to Rabbi Binyamin Steinberg. NYC Publishing. 1994.
- And From Jerusalem, His Word: Stories and Insights of Rabbi Shlomo Zalman Auerbach. NYC Publishing. 1995.
- A Midrash and a Maaseh: An Anthology of Insights and Commentaries on the Weekly Torah Reading, Including Hundreds of Old Favorites and New Stories (2 volumes). NYC Publishing. 1996.
- The Mini A Midrash and a Maaseh. NYC Publishing. 1998.
- Above the Bottom Line: Stories and Advice on Integrity. NYC Publishing. 1998.
- In an Unrelated Story: A Compelling Collection of Newsworthy Tales. NYC Publishing. 1999.
- Builders: Stories and Insights into the Lives of Three Paramount Figures of the Torah Renaissance. NYC Publishing. 2000.
- Too Beautiful: Stories So Uplifting They Have To Be Shared. NYC Publishing. 2009.